# North Havra
North Havra (fornnordiska: Hafrey ("Havö")) är en liten ö i sydvästra Shetlandsöarna, Storbritannien. Arean är 0,20 kvadratkilometer.
Den sträcker sig 0,6 kilometer i nord-sydlig riktning, och 0,5 kilometer i öst-västlig riktning.
North Havra är belägen strax utanför näset South Whiteness och på ön finns ett fyrtorn  och ett par fårfållor med ett par dussin får, kaniner och olika fågelarter. North Havra ägs för närvarande av Thomas Stout som använder den till betesmark.